# 松本圭二
松本 圭二（まつもと けいじ、1965年（昭和40年）7月9日 - ）は、日本の詩人、フィルム・アーキヴィスト。

## 人物
三重県四日市市出身。三重海星高校卒。早稲田大学第一文学部中退。福岡市総合図書館でフィルム・アーキヴィスト（映像保存の技術者）として働きながら詩人として活動、小説も執筆する。福岡県福岡市在住。1992年、第一詩集『ロング・リリイフ』を刊行。1998年、井土紀州監督『百年の絶唱』に脚本協力で参加。2001年、『詩篇アマータイム』で第3回小野十三郎賞候補、第6回中原中也賞候補。2002年、鎌田哲也、西部忠、市川真人、絓秀実、大杉重男らとともに「重力」編集会議に編集委員として参加し、『重力01』（2002年）、『重力02』（2002年）を共同編集。2003年、秋吉台現代詩セミナーの報告集『ポエムの虎』を共同編集。2006年、詩集『アストロノート』で第14回萩原朔太郎賞受賞。2010年、福岡市文化賞受賞。2017年、初の著作集として航思社より「松本圭二セレクション」（全9巻）の刊行が始まる。

## 著作

### 詩集
- ロング・リリイフ（七月堂、1992年）
- 詩集（私家版、1995年）
- 詩集・未製本普及版（アテネ・フランセ文化センター、1996年）
- 詩篇アマータイム（思潮社、2001年）
- 詩集工都（七月堂、2001年）
- アストロノート（重力編集会議、2006年）
- 松本悲歌（航思社、2019年）
- 老犬　その他の詩（航思社、2022年）

### 選集
松本圭二セレクション（航思社、2017年 - 2018年）
- 第1巻（詩1）ロング・リリイフ

- 第2巻（詩2）詩集工都
- 第3巻（詩3）詩篇アマータイム
- 第4巻（詩4）青猫以後（アストロノート1）
- 第5巻（詩5）アストロノート（アストロノート2）
- 第6巻（詩6）電波詩集（アストロノート3）
- 第7巻（小説1）詩人調査
- 第8巻（小説2）さらばボヘミヤン
- 第9巻（批評・エッセイ）チビクロ

### 小説
- 「あるゴダール伝」（『すばる』2008年4月号）
- 「さらばボヘミヤン」（『新潮』2009年7月号）
- 「詩人調査」（『新潮』2010年3月号）
- 「タランチュラ」（『すばる』2011年12月号）
- 「ハリーの災難」（『すばる』2012年6月号）

## 共同編集
- 『重力01』（「重力」編集会議、2002年）
- 『重力02』（「重力」編集会議、2003年）
- 『ポエムの虎』（海鳥社、2003年）

## 図録
第14回萩原朔太郎賞受賞者展覧会『松本圭二 LET’S GET LOST : 私は何かの間違いで詩集を造ったりはしない』（前橋文学館、2007年）